# Каранці
Кара́нці (болг. Каранци) — село у Великотирновській області Болгарії. Входить до складу общини Польський Тримбеш.

## Населення
За даними перепису населення 2011 року у селі проживали 302 особи.
Національний склад населення села:
| Національність   | Кількість осіб | Відсоток |
| ---------------- | -------------- | -------- |
| болгари          | 190            | 88,4%    |
| цигани           | 17             | 7,9%     |
| турки            | 8              | 3,7%     |
| інша             | 0              | 0%       |
| не визначились   | 0              | 0%       |
| Всього відповіли | 215            |          |

Розподіл населення за віком у 2011 році:
Динаміка населення: